# Hall Beach
Hall Beach (Inuktitut: Sanirajak (costiera); ᓴᓂᕋᔭᒃ), è un piccolo insediamento Inuit, nella Regione di Qikiqtaaluk del Nunavut, in Canada
Il paese nacque nel 1957 durante la costruzione di una base milita Distant Early Warning Line (DEW). Attualmente l'insediamento ospita il sistema radar del North Warning System (68°45′44″N 81°13′44″W) e l'Hall Beach Airport.
Hall Beach è relativamente vicina a un altro insediamento, quello di Igloolik, a soli 69 km di distanza in linea d'aria, considerata la vastità del territorio.
Secondo il censimento del 2006 la popolazione era di 654 persone, con una crescita del 7,4% rispetto al 2001.
Nel 1971 da Hall Beach vennero lanciati sette razzi di un Tomahawk del tipo Sandia, con alcuni di questi che hanno raggiunto i 270 km d'elevazione.